# Tracció
|  | Per a altres significats, vegeu «Tracció (desambiguació)». |

La tracció, en els camps del càlcul d'estructures i enginyeria, és l'esforç a què està sotmès un cos per l'aplicació de dues forces que actuen en sentit oposat, i tendeixen a estirar. Es considera que les tensions que tenen qualsevol secció perpendicular a aquestes forces: són normals a aquesta secció, són de sentits oposats a les forces que intenten allargar el cos.

## Deformacions
Un cos sotmès a un esforç de tracció pateix deformacions positives (estiraments) en certes direccions per efecte de la tracció. No obstant això l'estirament en certes direccions generalment va acompanyat d'escurçaments a les adreces transversals; així si en un prisma mecànic la tracció produeix un allargament sobre l'eix "X" que produeix al seu torn un encongiment sobre els eixos "I" i "Z". Aquest encongiment és proporcional al coeficient de Poisson (ν):

{\displaystyle \varepsilon _{y}=\varepsilon _{z}=-\nu \varepsilon _{x}}

El coeficient de tracció, també conegut com a "coeficient de fricció", es defineix com la força utilitzable per a la tracció dividida pel pes sobre el tren de rodament (rodes, oruga, etc.) és a dir: tracció utilitzable = coeficient de tracció x força normal.
Quan es tracta de cossos sòlids, les deformacions poden ser permanents: en aquest cas, el cos ha superat el seu punt de fluència i es comporta de forma plàstica, de manera que després de cessar l'esforç de tracció es manté l'allargament, si les deformacions no són permanents es diu que el cos és elàstic, de manera que, quan desapareix l'esforç de tracció, aquell recupera la seva primitiva longitud. Realment sempre queda certa deformació romanent que en el cas de sòlids elàstics es considera menyspreable.
La relació entre la tracció que actua sobre un cos i les deformacions que produeix se sol representar gràficament mitjançant un diagrama d'eixos cartesians que il·lustra el procés i ofereix informació sobre el comportament del cos del que es tracti.

## Resistència de la tracció
Com a valor comparatiu de la resistència característica de molts materials, com l'acer o la fusta, es fa servir el valor de la tensió d'error, o esgotament per tracció, és a dir, el quocient entre la càrrega màxima que ha provocat la decisió elàstic del material per tracció i la superfície de la secció transversal inicial d'aquest.

## Comportament dels materials
Són molts els materials que es veuen sotmesos a tracció en els diversos processos mecànics. Especial interès tenen els que s'utilitzen en obres d'arquitectura o enginyeria, com ara les roques, la fusta, el formigó, l'acer, diversos metall és, etc.
Cada material té qualitats pròpies que defineixen el seu comportament davant la tracció. Algunes d'elles són:
- Elasticitat (mòdul d'elasticitat)
- Plasticitat
- Ductilitat
- Fragilitat

Catalogats els materials d'acord amb aquestes qualitats, es pot dir que els de característiques pètries, ja siguin naturals o artificials com el formigó, es comporten malament front a esforços de tracció, fins al punt que la resistència que tenen no se sol considerar en el càlcul d'estructures.
Per contra, l'acer suporta perfectament la tracció i es considera un dels materials idonis per a això. L'acer en barres corrugades se sol emprar en conjunció amb el formigó per a prestar a aquest la capacitat resistent de la qual no té, donant lloc al formigó armat.